# 中山公男
中山 公男（なかやま きみお、1927年1月3日 - 2008年2月21日）は、日本の西洋美術史家、美術評論家。

## 来歴
大阪府大阪市船場に生まれる。旧制新潟高等学校では丸谷才一の友人だった。
1950年東京大学文学部美学美術史学科卒業、1953年まで大学院特別研究生。
女子美術大学講師、多摩美術大学講師、日本大学助教授を経て1959年国立西洋美術館主任研究官。
1963年より文部省在外研修員としてヨーロッパに滞在し、1968年万国博覧会参事、西洋美術館学芸課長を務め、1971年退官。
1986年より群馬県立近代美術館館長（2005年まで）、1987年筑波大学教授、1990年に退任し、1991年明治学院大学教授、1997年退職。
美術館連絡協議会理事長（1995年-2001年）、全国美術館会議会長（1997年-2001年）、地中海学会副会長も務める。
2004年、自伝を刊行。2008年2月21日、東京都渋谷区の病院で肺気腫により永眠。享年81。
中山が寄贈した世界各国の美術図書約3000冊を基盤に、公益法人吉野石膏美術振興財団内に中山美術文庫が設立されている。

## 著書
- 『原始美術』（保育社カラーブックス） 1964
- 『西洋の誘惑』（新潮社） 1968 / 改訂版、印象社、2004
- 『モナ・リザ 永遠の女性の謎』（美術出版社） 1974
- 『レオナルドの沈黙 美の変貌』（小沢書店） 1976、のち新版 1989
- 『絵の前に立って 美術館めぐり』（岩波書店、ジュニア新書） 1980
- 『モローの竪琴 世紀末の美術』（小沢書店） 1980
- 『画家たちの原風景 絵画鑑賞入門』（実業之日本社） 1982
- 『ユトリロの壁 絵画随想26篇』（実業之日本社） 1984
- 『美しき禍い 美術論集』（小沢書店） 1988
- 『画家たちのプロムナード 近代絵画への誘い』（悠思社） 1991
- 『私たちは、私たちの世代の歌を持てなかった。ある美術史家の自伝的回想』（生活の友社[4]）2004